# Karel Anděl
|  | Aquest article tracta sobre l'astrònom txec. Vegeu-ne altres significats a «Andel (desambiguació)». |

Karel Anděl (Modřany, 28 de desembre de 1884 - Praga, 17 març 1947) va ser un astrònom i selenògraf txec. El seu Mappa Selenographica va ser utilitzat en l'Atles Estel·lar de Norton.

## Eponímia
- El cràter lunar Anděl té el seu nom.
- L'asteroide 1997 AK18 va ser anomenat (22465 Karelanděl) en el seu honor el 1997.